# COVID-19-Pandemie in Mauritius
Die COVID-19-Pandemie in Mauritius tritt als regionales Teilgeschehen des weltweiten Ausbruchs der Atemwegserkrankung COVID-19 auf und beruht auf Infektionen mit dem Ende 2019 neu aufgetretenen Virus SARS-CoV-2 aus der Familie der Coronaviren. Die COVID-19-Pandemie breitet sich seit Dezember 2019 von China ausgehend aus. Ab dem 11. März 2020 stufte die Weltgesundheitsorganisation (WHO) das Ausbruchsgeschehen des neuartigen Coronavirus als Pandemie ein.

## Situation in Mauritius

### Maßnahmen
Mauritius, das Land mit der zehntstärksten Bevölkerungsdichte der Welt, leitete rasch strenge Vorkehrungen gegen die Pandemie ein. Schon ab dem 22. Januar 2020 wurden medizinische Maßnahmen am Flughafen Mauritius (u. a. Separation von gefährdeten Patienten; Fiebermessen) getroffen. Ab dem 28. Februar 2020 wurden Besucher aus Herkunftsländern mit einer hohen Zahl von COVID-19-Fällen unter Quarantäne gestellt. Feierlichkeiten am Unabhängigkeitstag der Republik (12. März) durften an Schulen nicht stattfinden.
Am 18. März 2020 bestätigte Premierminister Pravind Jugnauth die ersten drei COVID-19-Fälle in Mauritius. Einen Tag später wurden vier weitere Fälle bekannt. Dies veranlasste die Regierung, eine „hygienische Ausgangssperre“ für zunächst 14 Tage anzuordnen. Nur systemrelevante Einrichtungen wie Polizei, Feuerwehr oder Krankenhäuser, außerdem Supermärkte, Bäckereien und Apotheken konnten weiterhin aufgesucht werden. Der öffentliche Nahverkehr wurde auf ein Minimum heruntergefahren. Öffentliche Schulen und Universitäten wurden geschlossen. Die Behörden wandten Contact Tracing an, um jede angesteckte Person zu finden. Alle infizierten Menschen, darunter Ärzte, Krankenschwestern und Polizeibeamte, mussten sich ebenfalls in Quarantäne begeben.  Mit Hilfe kooperierender Hotels wurden 1700 Zimmer in Quarantänestationen umgewandelt. Ausländische Touristen durften das Land nicht mehr betreten. Frachtflugzeuge hatten jedoch nach wie vor Landeerlaubnis.
Am 24. März 2020 wurde die Ausgangssperre verschärft, auch Geschäfte mussten nun schließen. Erste Lockerungen erlaubte die Regierung ab dem 2. April. Die Ausgangssperre wurde jedoch mehrmals verlängert, zuletzt bis zum 1. Juni 2020. Wer sein Haus verlassen wollte, um zur Arbeit zu gehen, brauchte dafür eine schriftliche Erlaubnis der Polizei. Der Zugang zu Geschäften blieb stark reglementiert: An Montagen durften nur Bürger die Geschäfte aufsuchen, deren Familiennamen mit A bis I begann, an Dienstagen Bürger, deren Namen mit J bis Q begann etc. Die Schulen bleiben mindestens bis zum 1. August 2020 geschlossen. Auf den zu Mauritius gehörenden Inseln Rodrigues und Agalega, wo keine COVID-19-Fälle gemeldet wurden, endete die Ausgangssperre am 15. April 2020. Große Teile der mauritischen Bevölkerung unterstützten die Maßnahmen der Regierung. Lediglich die komplette Schließung der Geschäfte führte vorübergehend zu Unzufriedenheit und Protesten.
Auch nach dem 1. Juni 2020 blieben die Grenzen zunächst geschlossen. In der Öffentlichkeit waren die Mauritier angehalten, Masken zu tragen. Die Strände wurden am 15. Juni 2020 wieder geöffnet, Sportveranstaltungen blieben jedoch untersagt.
Am 10. März 2021 wurde aufgrund rapide steigender Infektionszahlen ein strenger landesweiter Lockdown bis zunächst zum 25. März 2021 verhängt, der bis zum 30. April 2021 verlängert wurde.

### Infektionen und Todesfälle
Den ersten Todesfall verzeichnete Mauritius bereits am 19. März 2020. Betroffen war ein 52 Jahre alter Mann mit einer Diabetes-Vorerkrankung. Er war am 21. Februar 2020 von Belgien aus nach Mauritius zurückgekehrt und hatte zunächst keine Symptome gezeigt.  Am 1. April 2020 verstarb eine 20 Jahre alte Frau an COVID-19, die sich möglicherweise in einem Supermarkt infiziert hatte. Mit dem Stichtag 29. April 2020 waren knapp 16.000 Menschen auf das Virus getestet worden.
Bis zum 13. Mai 2020 wurden in Mauritius 332 COVID-19-Erkrankungen und zehn Todesfälle gemeldet. Zu diesem Zeitpunkt waren 320 Infizierte von der Krankheit wieder genesen, kein Fall war mehr aktiv. Damit war Mauritius zu diesem Zeitpunkt neben Suriname, Belize und Papua-Neuguinea eines von vier Ländern, das nach bestätigten Infektionen keinen aktiven COVID-19-Fall mehr aufwies.
Am 24. Mai 2020 wurden zwei neue COVID-19-Fälle gemeldet. Betroffen waren zwei mauritische Bürger, die aus Indien heimgekehrt waren. Sie wurden in das Krankenhaus von Vacoas eingeliefert und dort unter Quarantäne gestellt.

## Statistik
Die Fallzahlen entwickelten sich während der COVID-19-Pandemie in Mauritius wie folgt:

### Infektionen

Bestätigte Infizierte in Mauritius nach Daten der WHO. Oben kumuliert, unten Tageswerte

### Todesfälle

Bestätigte Todesfälle in Mauritius nach Daten der WHO. Oben kumuliert, unten Tageswerte

### Genesene
Die Fallzahlen entwickelten sich während der COVID-19-Pandemie in Mauritius nach täglichen Berichten des mauritischen Gesundheitsministeriums wie folgt: